# Závada (Prešov)
|  | Per a altres significats, vegeu «Závada». |

Závada és un poble i municipi d'Eslovàquia. Es troba a la regió de Prešov, al nord del país.

## Història
La primera referència escrita de la vila data del 1378.

## Demografia
| Godina             | 1994 | 2004    | 2014   | 2024   |
| ------------------ | ---- | ------- | ------ | ------ |
| Nombre de persones | 94   | 77      | 76     | 73     |
| Diferència         |      | −18,08% | −1,29% | −3,94% |

| Godina             | 2023 | 2024   |
| ------------------ | ---- | ------ |
| Nombre de persones | 69   | 73     |
| Diferència         |      | +5,79% |